# Sabellaria floridensis
Sabellaria floridensis är en ringmaskart som beskrevs av Hartman 1944. Sabellaria floridensis ingår i släktet Sabellaria och familjen Sabellariidae. Inga underarter finns listade i Catalogue of Life.